# Список умерших в 1405 году

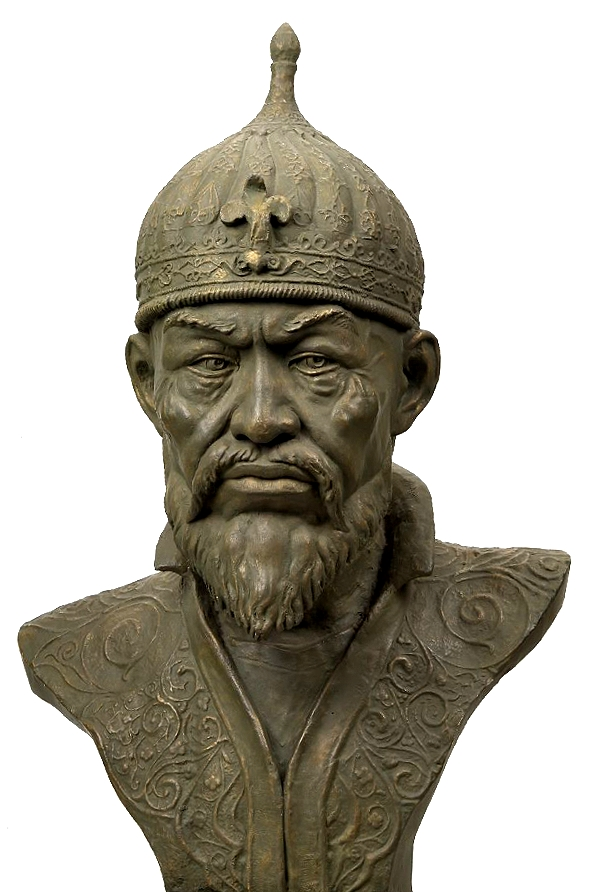
Тамерлан

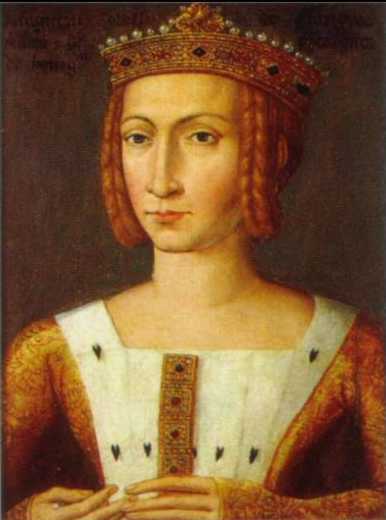
Маргарита III (графиня Фландрии)

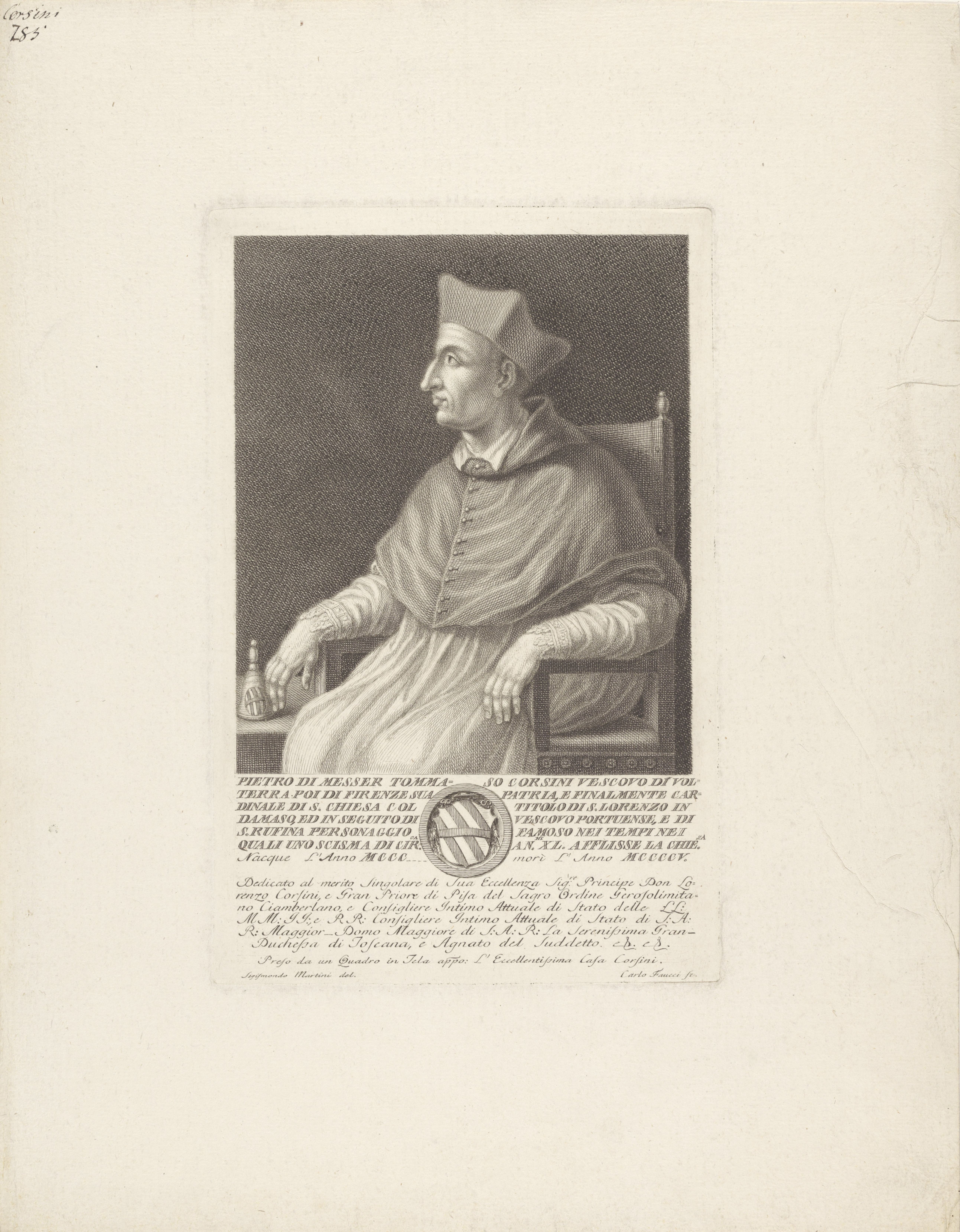
Пьетро Корсини

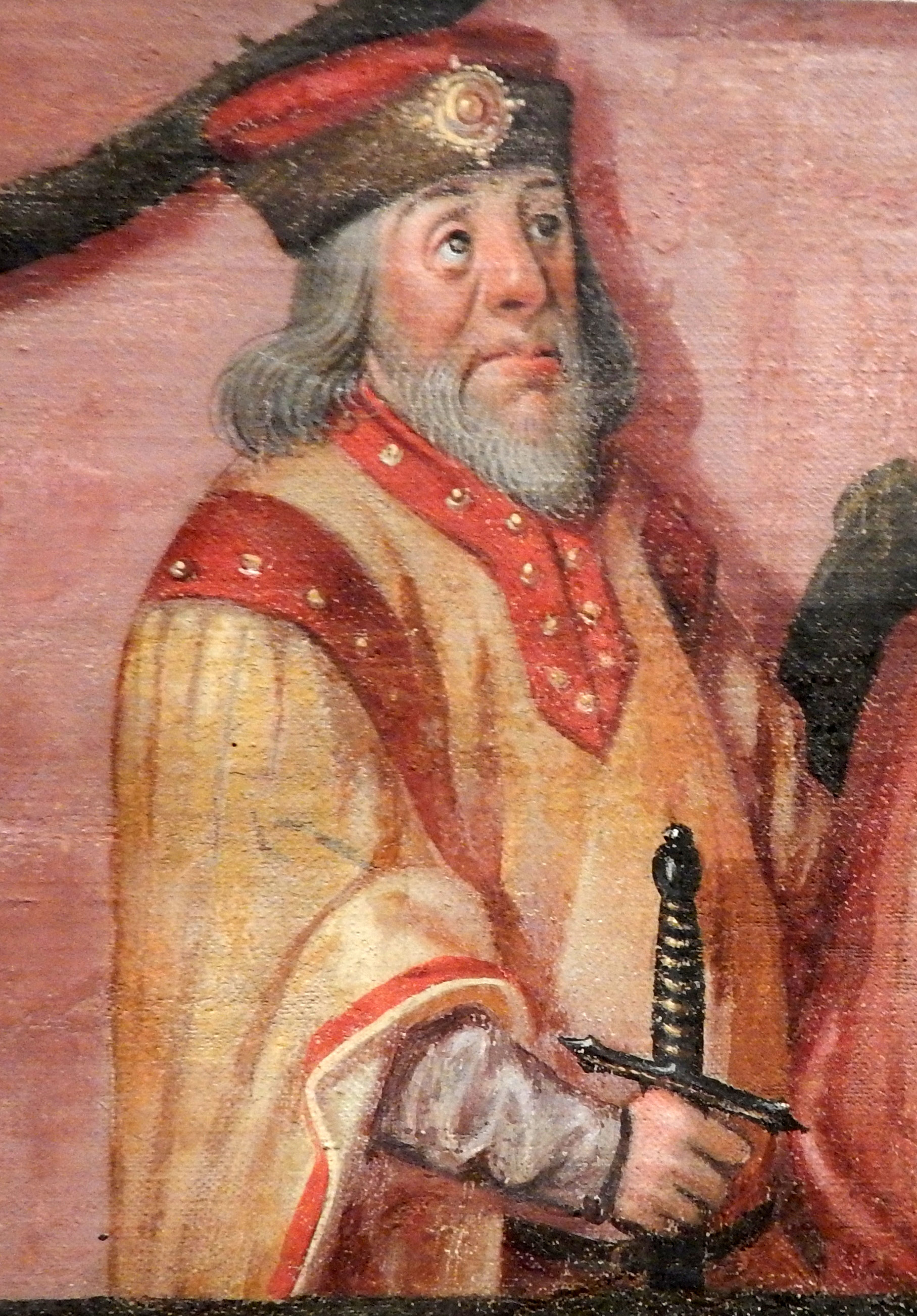
Барним VI

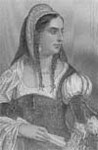
Холланд, Алиенора, графиня Марч

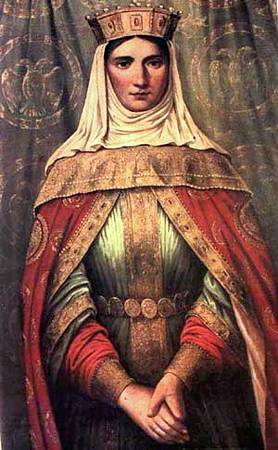
Милица Сербская

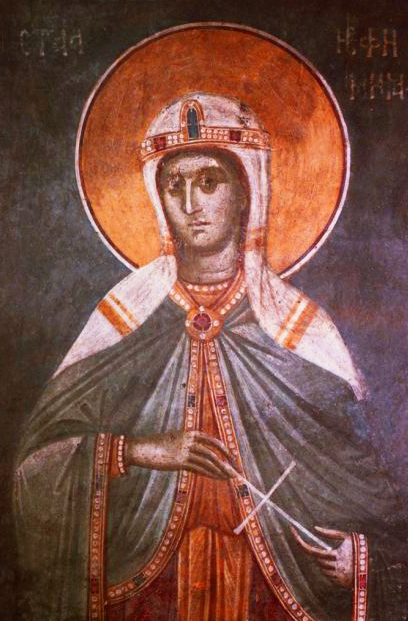
Ефимия (Мрнявчевич)

В этой статье представлен список известных людей, умерших в 1405 году.
См. также: Категория:Умершие в 1405 году'

## Январь
- 10 января — Элеанора Мальтраверс — английская аристократка, 2-я баронесса Мальтраверс в своём праве (suo jure) (с 1365).
- 16 января — Франческо II да Каррара (45), последний сеньор Падуи (1390—1405), сеньор Вероны (1404—1405).
- 31 января — Джон Рассел — английский землевладелец, военный, администратор, придворный и политик.

## Февраль
- 13 февраля — Григорий — епископ Русской церкви, епископ Коломенский (1392—1405).
- 18 февраля — Тамерлан (68) — тюрко-монгольский завоеватель, который основал империю Тимуридов, первый правитель династии Тимуридов.

## Март
- 3 марта — Мария I де Куси (38) — старшая дочь Ангеррана VII де Куси, графиня Суассона, дама де Куси и д’Уази (с 1397), жена Анри де Марля.
- 16 марта — Антонио Гуарко — дож Генуи (1394); умер от ран, нанесённых убийцами.
- 21 марта — Маргарита III (54) — графиня Фландрии (Маргарита III) (с 1384), графиня Невера (Маргарита I) (с 1384), Ретеля (Маргарита I) (1384—1402), пфальцграфиня Бургундии и графиня Артуа (Маргарита II) (с 1384) из династии Дампьер.

## Апрель
- 19 апреля — Томас Уэст — английский аристократ, первый барон Уэст (с 1402).

## Май
- 12 мая — Мария — одна из двух претенденток на титул герцогини Гелдерна и графини Цютфена от имени своего сына во время войны за гелдернское наследство (1371—1379).
- Герардо Леонардо Аппиано — последний независимый правитель первой Пизанской республики (1398—1399), первый сеньор Пьомбино (1399—1405), пфальцграф Священной Римской империи (1402—1405).

## Июнь
- 8 июня:
  - Томас де Моубрей — английский аристократ, 4-й граф Норфолк, 2-й граф Ноттингем, 8-й барон Сегрейв и 7-й барон Моубрей (с 1399); казнён после поражения в битве при Шиптон-Муре за участие в мятеже против короля Генриха IV;
  - Ричард ле Скруп — английский аристократ и священнослужитель, епископ Ковентри и Личфилда (1386—1398), архиепископ Йоркский (с 1398); казнён после поражения в битве при Шиптон-Муре за участие в мятеже против короля Генриха IV.
- 19 июня — Иоганн фон Посилге — немецкий хронист и священник, автор «Хроники земли Прусской».
- 20 июня — Александр Стюарт («Баденохский волк») — шотландский аристократ, граф Бьюкен (с 1382).

## Июль
- 20 июля — Сэр Джон Фоконберг — английский аристократ, единственный сын Уолтера Фоконберга, 5-го барона Фоконберга, казнён за участие в мятеже против короля Генриха IV.

## Август
- 16 августа — Пьетро Корсини — итальянский куриальный кардинал, епископ Вольтерры (1362—1363), епископ Флоренции (1363—1370), кардинал-священник с титулом церкви Сан-Сан-Лоренцо-ин-Дамазо (1370—1374), Кардинал-епископ Порто-Санта Руфина (1374—1405), Декан Священной Коллегии Кардиналов (1388—1405).

## Сентябрь
- 7 сентября — Джеймс Батлер — ирландский аристократ и пэр, 3-й граф Ормонд (1382—1405).
- 8 сентября  — Франческо III Орделаффи — итальянский кондотьер, сеньор Форли (с 1402); умер или убит восставшими горожанами.
- 22 сентября или 23 сентября — Барним VI — герцог Померании-Вольгаста (1394—1395); умер во время эпидемии чумы.
- 24 сентября — Прокоп — маркграф Моравии (с 1375), из Люксембургской династии.

## Октябрь
- 30 октября — Мария Кейстутовна — литовская княжна, дочь великого князя Литовского Кейстута, жена великого князя тверского Ивана Михайловича.
- Алиенора Холланд — английская аристократка, дочь Томаса Холланда, 2-го графа Кент, графиня-консорт Марч, жена Роджера Мортимера, 4-го графа Марч; умерла во время родов.

## Ноябрь
- 11 ноября — Милица Сербская — жена сербского князя Лазаря Хребеляновича.
- 28 ноября — Асторре I Манфреди — итальянский кондотьер, сеньор Фаэнцы (1377—1404); казнён.

## Дата неизвестна или требует уточнения
- Ефимия, сербская монахиня, первая поэтесса в истории сербской литературы.
- Зденек Луковский из Штернберка — средневековый моравский аристократ из луковской линии моравской ветви панского рода Штернберков.
- Ибн аль-Фурат — историк Мамлюкского султаната, автор  «Истории государств и королей».
- Клеменс Куровский — польский дворянин и сенатор.
- Франческо Ланте — итальянский прелат, епископ Луни (1386—1390), епископ Брешии (1390), епископ Кремоны (1390—1401, 1402—1405), епископ Бергамо (1401—1402).
- Рис Смуглый — ключевая фигура в восстании Оуайна Глиндура, знаменосец и главный генерал; убит в битве при Пулл Мелин или в битве при Гросмонте .
- Сарай-мульк ханым — главная жена среднеазиатского правителя Тимура (1370—1405); возможно отравлена.
- Султан Хусейн — царевич и военачальник в войске своего деда Тамерлана; убит в в междоусобной борьбе.